# Silva (Barcelos)
Silva é uma povoação portuguesa sede da Freguesia de Silva do Município de Barcelos, freguesia com 2,18 km² de área e 900 habitantes (censo de 2021), tendo, por isso, uma densidade populacional de 412,8 hab./km².

## Demografia
A população registada nos censos foi:
| Distribuição da População por Grupos Etários | Distribuição da População por Grupos Etários | Distribuição da População por Grupos Etários | Distribuição da População por Grupos Etários | Distribuição da População por Grupos Etários |
| -------------------------------------------- | -------------------------------------------- | -------------------------------------------- | -------------------------------------------- | -------------------------------------------- |
| Ano                                          | 0-14 Anos                                    | 15-24 Anos                                   | 25-64 Anos                                   | > 65 Anos                                    |
| 2001                                         | 193                                          | 164                                          | 521                                          | 120                                          |
| 2011                                         | 113                                          | 134                                          | 512                                          | 154                                          |
| 2021                                         | 98                                           | 93                                           | 492                                          | 217                                          |

## Geografia
Silva situa-se no vale do Tamel, a 5–6 km a norte da cidade de Barcelos, à face da Estrada Nacional 204 no sentido Barcelos-Ponte de Lima. Possui também um apeadeiro na Linha do Minho dos Caminhos de Ferro Portugueses, situado 4 km a norte da estação de Barcelos.
Limita com Carapeços a norte, com Lijó a leste, com Santa Leocádia de Tamel a noroeste e com Abade de Neiva a sudoeste e a sul.

## Etimologia
Silva vem do latim silva, que significa bosque.

## História
Anteriormente foi conhecida por São Julião do Calendário do Neiva e por São Julião do Calendário do Tamel. Depois passou a ser conhecida por São Julião da Silva e, atualmente, só por Silva.
D. Guterre Paes da Silva, galego e neto de um rei de Leão, foi o primeiro a adoptar o apelido "Silva". Por volta do ano 1040, um ramo da família Silva partiu para Portugal e estabeleceu-se na freguesia de São Julião, então no concelho de Valença, onde construiu uma grande casa cujo nome deu origem à atual freguesia da Silva, por volta do século XVI. A casa tem uma capela dedicada a S. Bento, com a data de 1587 inscrita sobre a porta. A sua última proprietária foi a D. Maria Antónia de Sousa da Silva Alcoforado, falecida em 1935, que a doou por testamento à Congregação dos Missionários do Espírito Santo. Estes fundaram aí um seminário que continua em funcionamento.

## Festa de Páscoa
A Festa da Páscoa é, desde há largos anos, a festa mais importante da Freguesia. Este pequeno texto tenta realçar os aspetos mais importantes e que estão presentes em quase todas as edições da Festa realizadas nos últimos anos.

### A procissão
O ponto alto da festa da Páscoa é a procissão que ocorre, todos os anos, na segunda-feira de Páscoa. Tal como é usual nas várias procissões que se realizam nas festas minhotas, esta conta com vários andores cuidadosamente ornamentados com flores e que são transportados em ombros.
Destacam-se também as muitas crianças e alguns adultos que envergam vestes associadas aos Santos da sua devoção - estes integrantes da procissão são designados por "anjinhos" e "figurados".
A abrir a procissão, normalmente, vai uma fanfarra e, a fechar, vai uma banda de música. Os padres que integram a procissão vão debaixo do Pálio que é transportado por vários homens da Freguesia.
A procissão percorre um trajeto que vai da igreja até perto do cemitério, regressando de seguida à igreja. Ao longo desse percurso muitas pessoas da freguesia e das freguesias vizinhas assistem à procissão.

### A componente religiosa
Para além da procissão, é de destacar um vasto conjunto de eventos religiosos que ocorrem na Freguesia por alturas da Páscoa.
Na Quinta-feira de Páscoa celebra-se a Missa da Ceia do Senhor e lava-pés.
Na Sexta-feira de Páscoa temos a celebração da Paixão e a Adoração da Cruz. De tarde, os grupos de catequese juntam-se perto das 15h para um momento de oração e silêncio.
No Sábado de Páscoa celebra-se a Missa da Vigília Pascal seguida da queima do Judas.
No Domingo de Páscoa, há a tradicional visita do compasso pelas casas e, no final do dia, ao recolher do compasso há eucaristia.
Na Segunda-feira de Páscoa era habitual celebrar-se duas Missas, uma em honra de S. Sebastião e outra em honra de Nossa Srª da Encarnação. Desde 2022 que apenas se celebra a missa de tarde, com sermão. A cerimónia da parte da manhã foi substituída pela visita do andor pelas ruas da freguesia. O dia termina com uma Majestosa Procissão ao longo da EN204 (entre a igreja e o cemitério).
Os Zés Pereiras são uma presença frequente durante todo o dia.

## Património
- Casa e capela da Silva / Seminário do Espírito Santo
- Igreja paroquial
- Cruzeiro paroquial
- Fontanários de S. Pedro, da Devesa e do Mouzelho
- Alminhas do Cruzeiro, da Pena e de Santo António
- Moinhos no ribeiro de Fonte Calvo (um deles ainda funcional)
- Antigo engenho de serrar madeira

## Ruas e código Postal
- Rua Boucinha    4750 - 679 SILVA BCL
- Rua Bouças    4750 - 678 SILVA BCL
- Rua Corgo    4750 - 681 SILVA BCL
- Rua Couto    4750 - 682 SILVA BCL
- Rua Espírito Santo    4750 - 683 SILVA BCL
- Rua Esqueiro    4750 - 685 SILVA BCL
- Rua Estrada    4750 - 686 SILVA BCL
- Rua Fontainhas    4750 - 687 SILVA BCL
- Rua Gandra    4750 - 688 SILVA BCL
- Rua Gondomar    4750 - 689 SILVA BCL
- Rua Igreja    4750 - 690 SILVA BCL
- Rua Mouzelho    4750 - 691 SILVA BCL
- Rua Nova da Gandra    4750 - 692 SILVA BCL
- Rua Pena    4750 - 693 SILVA BCL
- Rua Ribeira    4750 - 694 SILVA BCL
- Rua Santa Catarina    4750 - 680 SILVA BCL
- Rua Torre    4750 - 695 SILVA BCL
- Rua Ufe    4750 - 696 SILVA BCL
- Travessa Espírito Santo   4750 - 684 SILVA BCL
- Rua do Calvário    4750 - 697 SILVA BCL
- Rua das Vessadas    4750 - 680 SILVA BCL
- Rua do Pinheiro Manso    4750 - 885 SILVA BCL

## Instituições
- Centro Social de Cultura e Recreio da Silva (CSCRS)
- ATL da Silva
- Escola EB1 da Silva
- Jardim de Infância da Silva
- Casa de S. Julião (do CSCRS)

## Associações
- «Grupo de Jovens da Silva». - (extinto)
- Grupo Coral Polifónico da Silva
- Núcleo Desportivo da Silva
- JARC - Juventude Agrária Rural Católica, núcleo da Silva (extinto)
- Grupo de Teatro do Centro (extinto)
- «Canto do Pisco». - Associação Juvenil (extinto)
- Legião de Maria
- APS - Associação de Pais da EB1 + JI da Silva
- Clube de Rádio modelismo da Silva
- Centro Social de Cultura e Recreio da Silva

## Órgãos de informação
- O Pirilampo (boletim informativo editado pelo CSCRS)
- Silva Informa (folha informativa editada pela JARC)

## Festas, romarias e outros eventos anuais
- Festas a Nossa Sra. da Encarnação e S. Sebastião (segunda-feira de Páscoa)
- Dia de S. Julião (9 de Janeiro)
- Grande Prémio de Atletismo da Silva
- Jogos Tarolas
- Festa dos Idosos
- Festival da Canção Juvenil
- Convívio Paroquial
- Convívio EQUESTRE
- Festa/sardinhada de S. João

## Política

### Resultados para a Junta de Freguesia
| Partido | Partido     | %    | M    | %    | M    | %    | M    | %    | M    | %    | M    | %    | M    | %    | M    | %    | M    | %    | M    | %    | M    | %    | M    |
| Partido | Partido     | 1976 | 1976 | 1979 | 1979 | 1982 | 1982 | 1985 | 1985 | 1989 | 1989 | 1993 | 1993 | 1997 | 1997 | 2001 | 2001 | 2005 | 2005 | 2009 | 2009 | 2013 | 2013 |
| ------- | ----------- | ---- | ---- | ---- | ---- | ---- | ---- | ---- | ---- | ---- | ---- | ---- | ---- | ---- | ---- | ---- | ---- | ---- | ---- | ---- | ---- | ---- | ---- |
|         | PPD/PSD     | 49,5 | 4    | 52,6 | 5    | 45,6 | 4    | 46,9 | 4    | 38,9 | 3    | 30,7 | 2    | 43,8 | 3    | 54,3 | 4    | 59,9 | 4    | 42,5 | 3    |      |      |
|         | IND         | 24,5 | 2    |      |      |      |      |      |      |      |      |      |      |      |      |      |      |      |      |      |      | 13,6 | 1    |
|         | CDS-PP      | 20,1 | 1    | 29,0 | 3    |      |      | 30,6 | 2    |      |      |      |      |      |      |      |      |      |      |      |      |      |      |
|         | PS          |      |      | 16,4 | 1    | 51,9 | 5    | 18,6 | 1    | 57,7 | 4    | 62,3 | 5    | 53,1 | 4    | 43,7 | 3    | 38,3 | 3    | 55,7 | 4    | 66,2 | 5    |
|         | PSD-CDS-PPM |      |      |      |      |      |      |      |      |      |      |      |      |      |      |      |      |      |      |      |      | 17,1 | 1    |